# Te Deum (Dvořák)
 (décembre 2024).
Si vous disposez d'ouvrages ou d'articles de référence ou si vous connaissez des sites web de qualité traitant du thème abordé ici, merci de compléter l'article en donnant les références utiles à sa vérifiabilité et en les liant à la section « Notes et références ».
Pour les articles homonymes, voir Te Deum (homonymie).

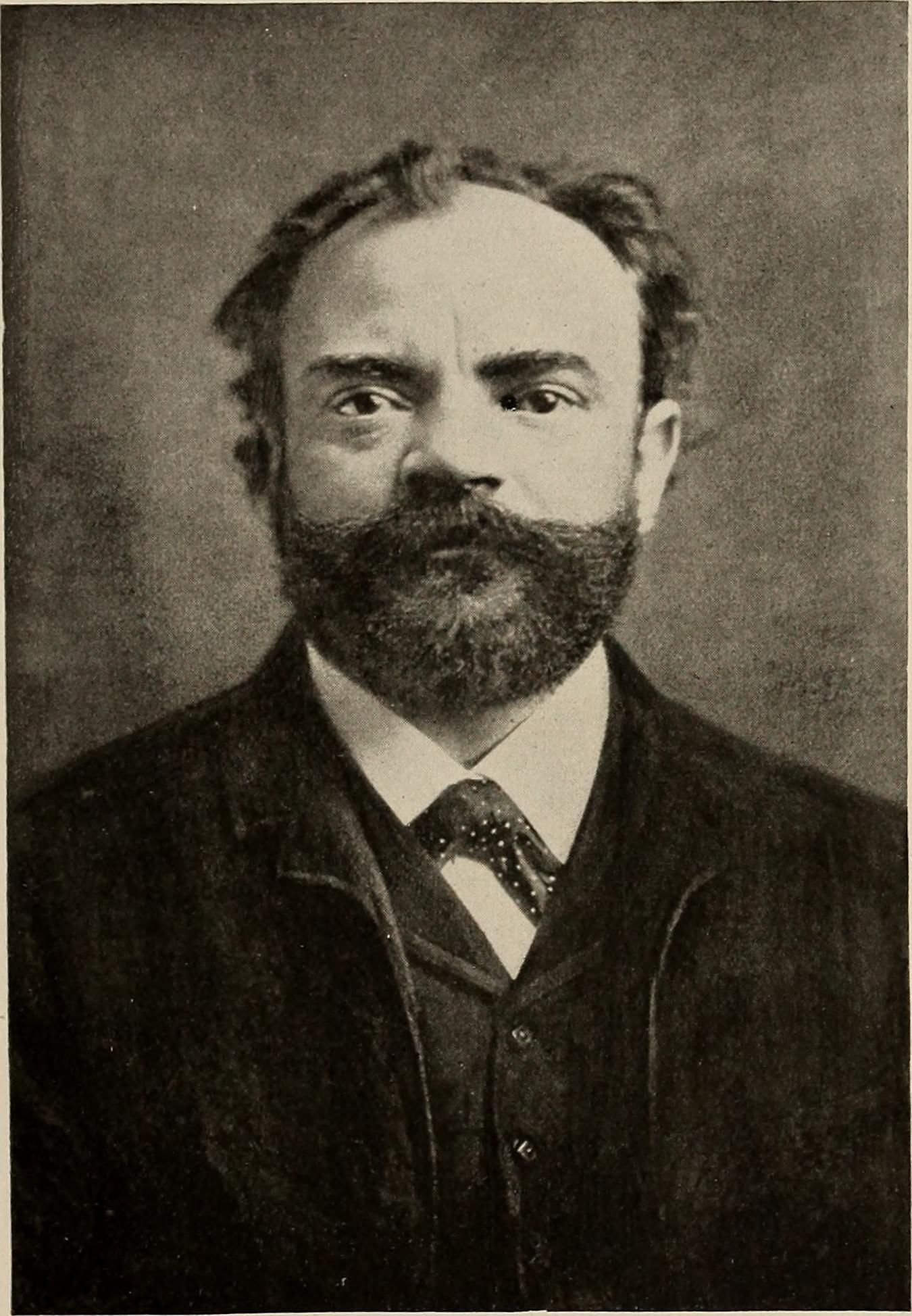
Antonín Dvořák, Directeur du Conservatoire National de la Musique, 1892.

Le Te Deum op. 103 (B. 176) d'Antonín Dvořák (1841–1904) est un Te Deum pour solistes, chœur et orchestre, composé en 1892.

## Dvorak et la musique religieuse
En considérant le nombre important d’œuvres religieuses qu’il a composées, il paraît incontestable que Dvořák était très pieux : son Stabat Mater, son Requiem et sa Messe sont ainsi régulièrement inscrits aux programmes des plus grands orchestres du monde depuis leur création. Pourtant, sa vision de la religion était profondément humaniste : à la glorification du dogme et de l’Église, il préférait exalter la joie simple du croyant. C’est dans cet esprit qu’il composa le Te Deum débordant, profondément optimiste, loin de la gravité des compositeurs allemands qui étaient programmés dans les théâtres américains. Ce Te Deum avait tout de l’hymne fédérateur dont le pays avait besoin, après les affres de la Guerre de Sécession et l’épopée de la Conquête de l’Ouest.

## Histoire duTe Deum
La riche Américaine Jeannette Thurber, passionnée par la musique occidentale, proposa à Antonin Dvořák d'occuper le poste de directeur du conservatoire national de musique de New York à partir d’octobre 1892, et de diriger six concerts. Dvořák accepta et partit ainsi deux ans aux États-Unis. En perspective de la célébration du 400e anniversaire de la découverte de l’Amérique par Christophe Colomb, prévue pour le mois d’octobre 1892, Mme Thurber lui demanda de composer une cantate profane pour chœur et orchestre, dont le texte restait à définir. À la mi-juillet, le poème promis tardant à arriver, Dvořák décida avec joie de se consacrer rapidement à la composition d’un Te Deum. La partition fut achevée dans sa maison de campagne, à Vysoka, le 28 juillet 1892. Il ne reçut l’autre texte – un poème de Joseph Rodman Drake, intitulé The American Flag – qu’au début du mois d’août. Il écrivit à sa correspondante que, conscient de la valeur incontestable de l’œuvre, il s’occuperait de la mettre en musique, mais que manquant de temps, il ne pourrait le faire avant son arrivée aux États-Unis.
Dvořák arriva à New-York à la fin du mois de septembre 1892, et fit ses débuts au Carnegie Hall le 21 octobre dans le cadre du « Columbus Day Concert ». Sous sa baguette, on trouvait le jeune Boston Symphony Orchestra — que la riche héritière subventionnait largement — et 250 choristes recrutés pour l’occasion. Il présenta trois de ses ouvertures et surtout son nouveau Te Deum, qui reçut un très grand succès auprès du public et des critiques américains. L’un d’eux dit ainsi : « cette pièce flatte le sens épique de nos concitoyens. […] C’est l’hymne fédérateur dont le pays avait tant besoin ». Le Te Deum pour soli, chœur et orchestre répondait parfaitement à l’attente du public, bien mieux que l’American Flag, dont la composition avait été différée.

## Composition de l'œuvre
- 1. Te Deum laudamus : Allegro moderato, maestoso
- 2. Tu Rex gloriae, Christe : Lento maestoso
- 3. Aeterna fac cum sanctis : Vivace
- 4. Benedicamus Patrem : Lento

## Enregistrement
- José Antonio Lopez (baryton), Orfeon Pamplonés, chef de chœur : Igor ljurra Fernandez, Orchestre Symphonique de Navarre, Antoni Wit (direction). label Naxos